# Gomphandra mappioides
Gomphandra mappioides là một loài thực vật có hoa trong họ Stemonuraceae. Loài này được Valeton mô tả khoa học đầu tiên năm 1886.